# Leuroglossus stilbius
Leuroglossus stilbius är en fiskart som beskrevs av Gilbert, 1890. Leuroglossus stilbius ingår i släktet Leuroglossus och familjen Bathylagidae. Inga underarter finns listade i Catalogue of Life.